# Centaurea langei
Centaurea langei — вид квіткових рослин айстрових (Asteraceae). Ареал: Португалія, пн. та пн.-зх. Іспанія.

## Біоморфологічна характеристика
Багаторічник ± шорсткий, багатостовбурний; голий, майже голий або частіше з павутинними одноклітинними волосками та багатоклітинними волосками, що містять залози або без них. Стебла заввишки до 105 см, висхідні, часто розгалужені від середини або у верхній частині. Листки до 16 × 6 см; нижні черешкові, розташовані у вигляді розетки (часто висихають під час цвітіння), цілі, 1–2 перистороздільні або 1–2 перистороздільні, з частками зворотно-ланцетними, яйцювато-ланцетними, ланцетними або лінійно-ланцетними, краї гладкі або злегка зубчасті; стеблові листки сидячі, зменшуються догори в розмірі, цілісні, перистороздільні, перистороздільні або перисторозсічені, з 1–4 парами часток, верх голий чи павутинистий, низ зазвичай павутинистий і з короткими, жорсткими волосками. Квіткові голови зі стерильними зовнішніми та двостатевими центральними квіточками, поодинокі або в групах по 2–4. Обгортка 8–14 × 2,5–8(9) мм, яйцеподібна або циліндрична, ± округла або звужена біля основи. Обгорткові приквітки розташовані в 6–7 рядів. Віночок безплідних квіток 9–16 мм, з білуватою трубкою і ± рожевим відгином, з частками 2–4,5 мм; у двостатевих квіток 8—15 мм, з білуватою трубкою 3—7 мм і відгином 4—8 мм, рожеві або рожево-білі (рідше зовсім білі), з частками 2—4 мм. Пиляки 4–6,5 мм, жовтуваті. Сім'янки 2,2–4,2 × 1–2 мм, подовжено-яйцюваті, гладкі, нещільно та непомітно ворсинчасті, у зрілості коричневі або темно-зелені. Папуси подвійні, зовнішні зі щетинками 0,5–3,5 мм. Час цвітіння: травень — листопад.

## Середовище
Росте на галявинах і узліссях лісів (переважно з сосни, коркового дуба, каштана або листопадного дуба), чагарниках, канавах і краях доріг, насипах і пустирях, зазвичай на скелястих або грубих ґрунтах, кремнистих або вапняних, не надто азотованих; 100–1800 метрів.